# 阿南健治
阿南 健治（あなん けんじ、1962年2月24日 - ）は、日本の俳優。愛称は「あなけん」。ケイファクトリー所属。

## 経歴
大分県竹田市生まれ。すぐに兵庫県へ移り、幼少期から高校卒業まで西宮市と尼崎市で育つ。尼崎市立南武庫之荘中学校、兵庫県立武庫荘高等学校卒業。
高校卒業後に上京し、映像関係の専門学校・東京映像芸術学院に入学。同時に俳優養成所にも所属し、多数のアルバイトを経験。半年程で俳優養成所を辞めてスクールメイツの養成所「渡辺音楽学院」へ入学し、初舞台を踏む。
二十歳の時に単身渡米。帰国後、大衆演劇の巡業時代を経て蜷川幸雄スタジオのオーディションに合格し、劇団員となる。二十代後半の時に三谷幸喜と出会い、劇団「東京サンシャインボーイズ」に所属し、多数の芝居に出演。深夜枠のテレビドラマにも出演するようになる。
1994年に劇団解散（休団）以降は、三谷作品を中心としたテレビドラマや映画・舞台に出演している。

## 人物
趣味は絵や日記を書くこと、年間400本近くの映画鑑賞。
三谷幸喜脚本作品に頻繁に出演している。特に時代劇では常連で、毎回近藤勇を演じている。『新選組!』にも出演し、香取慎吾演ずる近藤の実兄役として、やはり近藤つながりの役どころを担当。近藤同様に口に拳を入れる特技を持っており、各作品で披露している。

## 出演

### テレビドラマ
- 熱海温泉旅館殺人事件（1991年、TBS）
- ぽっかぽか（1994年、TBS）
- 君といた夏（1994年、フジテレビ）
- 十時半睡事件帖（1994年、NHK総合）
- 世にも奇妙な物語（フジテレビ）
  - '95 冬の特別編「最後の喫煙者」（1995年1月4日）
  - '95 秋の特別編「殺人者の高橋さん」（1995年10月4日）
  - '96 冬の特別編「赤ちゃん教育ソフト」（1996年1月4日） - 馬場 役
  - '02 秋の特別編「連載小説」（2002年10月3日） - 小説担当者 役
  - '11 秋の特別編「耳かき」（2011年11月26日） - バーテンダー 役
  - '14 秋の特別編「未来ドロボウ」（2014年10月18日） - 白井渡 役
- ヘルプ!（1995年、フジテレビ）
- 愛していると言ってくれ（1995年、TBS）
- 未成年（1995年、TBS）
- 正義は勝つ（1995年、フジテレビ）
- ドラマ30（CBC）
  - 風たちの遺言（1995年）
- 人生は上々だ（1995年、TBS）
- ドラマ新銀河（NHK）
  - 素敵に女ざかり ルームメイツ（1996年） - 潮田聡 役
- 竜馬におまかせ!（1996年、日本テレビ）
- 将太の寿司（1996年、フジテレビ）
- ナースのお仕事（1996年、フジテレビ）
- コーチ (1996年、フジテレビ)
- こんな私に誰がした（1996年、フジテレビ） - 岩木 役
- 3番テーブルの客（1996年、フジテレビ） ※第3回で初主演
- 連続テレビ小説（NHK総合）
  - あぐり（1997年） - 忠野巡査 役
  - 芋たこなんきん（2006年 - 2007年） - 中川利男 役
  - だんだん（2008年 - 2009年） - 石井寛治 役
  - おひさま（2011年4月 - 9月） - 原口宏 役
  - まんぷく（2018年 - 2019年） - 三原竹春 役
  - 舞いあがれ!（2022年） - 都築英二 役
- いいひと。（1997年、フジテレビ）
- 事件5（1997年5月24日、テレビ朝日） - 相良次郎 役
- 水戸黄門第25部 第24話「藩を救った反魂丹 -富山-」（1997年6月9日、TBS） - 正助 役
- 白線流しシリーズ（フジテレビ） - 警察官（富山慎司の同僚） 役
  - 白線流し〜19の春（1997年）
  - 白線流し・最終章〜夢見る頃を過ぎても（2005年）
- それが答えだ!（1997年、フジテレビ） - 樫尾 役
- ブライダルコーディネーターの事件簿2「名古屋嫁とり殺人事件」（1998年3月16日、TBS）
- 女教師（1998年、テレビ朝日）
- はれ時々くもり（1999年、TBS愛の劇場）
- お水の花道（1999年、フジテレビ）
- 新春ワイド時代劇（テレビ東京）
  - 次郎長三国志（2000年）
  - 壬生義士伝〜新選組でいちばん強かった男〜（2002年）
- 大河ドラマ（NHK総合）
  - 葵 徳川三代（2000年） - 村越直吉 役
  - 新選組!（2004年） - 宮川音五郎 役
  - 真田丸（2016年） - 長宗我部盛親 役
  - 鎌倉殿の13人（2022年） - 土肥実平 役
- 伝説の教師（2000年、日本テレビ）
- お祭り弁護士・澤田吾朗1（2000年5月6日、テレビ朝日）
- 京都潜入捜査官（2000年、テレビ朝日）
- 史上最悪のデート （2000年12月24日、日本テレビ）
- 税務調査官・窓際太郎の事件簿6（2001年2月5日、TBS）
- ルーキー!（2001年4月10日 - 6月26日、関西テレビ・フジテレビ） - 牧野幸平 役
- 五瓣の椿（2001年、NHK総合）
- 剣客商売 第3シリーズ 第5話「金貸し幸右衛門」（2001年、フジテレビ） - 藤丸庄八 役
- ごくせん（日本テレビ） - 若松弘三 役
  - 第1シリーズ（2002年4月 - 7月）
  - 第2シリーズ（2005年1月 - 3月）
  - 第3シリーズ（2008年4月 - 6月）
- ダブルスコア（2002年、フジテレビ）
- 盤嶽の一生（2002年、フジテレビ） - 駕籠かき・銀平 役
- NHKスペシャルドラマ『焼け跡のホームランボール』（2002年、NHK総合）
- 新・夜逃げ屋本舗（2003年、日本テレビ）
- 特命係長 只野仁（2003年、テレビ朝日）
- ホステス探偵危機一髪5（2003年、TBS） - 立花刑事 役
- ムコ入り刑事 高山家・明の事件ファイル（2003年〜2005年、TBS） - 沢村 役
- 美女か野獣（2003年、フジテレビ） - 8話 旭わたる 役
- 久本ドラマ（2004年、フジテレビ）
- 警視庁三係・吉敷竹史シリーズ1〜4（2004年 - 2008年、TBS）
- 事件記者 浦上伸介3（2004年、テレビ東京） - 高木泰明 役
- ああ探偵事務所（2004年、テレビ朝日） - スケアクロウ（スケさん） 役
- 愛と友情のブギウギ（2005年、NHK総合） - 山根次郎 役
- あいのうた（2005年、日本テレビ）
- 越路吹雪 愛の生涯〜この命燃えつきるまで歌う〜（2005年、フジテレビ）
- 都立水商!（2006年、日本テレビ） - 教頭 役
- ギャルサー（2006年、日本テレビ） - ジョージ 役
- 仮面ライダーカブト（2006年、テレビ朝日） - 戸塚 役
- 炎の警備隊長・五十嵐杜夫(4)（2006年6月17日、テレビ朝日） - 滝口修治 役
- ザ・ヒットパレード〜芸能界を変えた男・渡辺晋物語〜（2006年、フジテレビ）
- 硫黄島〜戦場の郵便配達〜（2006年、フジテレビ） - 中村公一 役
- 逃亡者 おりん 第7回（2006年12月8日、テレビ東京） - 徳川宗勝 役
- エラいところに嫁いでしまった!（2007年、テレビ朝日） - 篠原 役
- ヒミツの花園（2007年、フジテレビ） - 花園村役場職員 役
- ブランド刑事2 予備鑑定捜査員 桐原真実（2007年6月6日、テレビ東京） - 丹後芳信 役
- 相棒（テレビ朝日）
  - 大久保康雄 役
    - season3
      - 第11話「ありふれた殺人〜時効成立後に真犯人自首!?」（2005年1月19日）
      - 第13話「警官殺し〜銃に残された赤い指紋」（2005年2月2日）

    - season5
      - 第18話「殺人の資格」（2007年2月28日）
      - 最終話「サザンカの咲く頃」（2007年3月14日）

    - season6 第1話「複眼の法廷」（2007年10月24日）

  - ゲスト
    - season21 第6話「笑う死体」（2022年11月16日） - 伊藤真琴 役
- 会いたかった 〜向井亜紀・代理母出産という選択〜（2007年3月2日、フジテレビ） - 吉沢 役
- ご近所探偵・五月野さつき3「殺意のキャンプ場」（2008年12月1日、TBS）
- 4姉妹探偵団 第6話（2008年2月22日、テレビ朝日） - 増淵 役
- 秘書のカガミ 第1話（2008年4月11日、テレビ東京） - 黒田 役
- パズル 第6話（2008年5月23日、テレビ朝日） - 金山 役
- ロト6で3億2千万円当てた男（2008年7月、テレビ朝日） - 不動産屋 役
- コード・ブルー -ドクターヘリ緊急救命- （2008年8月、フジテレビ）
- おみやさん 第6シリーズ 第1話（2008年10月16日、テレビ朝日） - 今井 役
- 夢をかなえるゾウ「女の幸せ篇」（2008年10月2日 - 12月25日、日本テレビ） - クリムト 役（第1話）、フェルゼン 役（第3話）、一休宗純 役（第4話）、ナポレオン 役（第5話）、野村克也 役（第6話）、ハーブ・ケレハー 役（第7話）、アイルトン・セナ 役（第10話）、ピカソ 役（第12話）
- 天才刑事・野呂盆六 第3作「復讐の天使」（2009年1月17日、テレビ朝日） - 乾史郎 役
- 再生の町（2009年8月29日 - 9月26日、NHK総合）
- 戦場のメロディ（2009年9月12日、フジテレビ） - 代田銀太郎 役
- 不毛地帯（2009年11月 - 、フジテレビ） - 不破秀作 役
- 奥様は警視総監5（2009年12月11日、フジテレビ） - 坂上清 役
- ハンチョウ〜神南署安積班〜 シリーズ2 第5話（2010年2月8日、TBS） - 相田 役
- 地下鉄サリン事件 15年目の闘い〜あの日、霞ヶ関で何が起こったのか〜（2010年3月20日、フジテレビ） - 地下鉄・霞ヶ関駅勤務の同僚 役
- フジテレビ開局50周年記念ドラマ・わが家の歴史 （2010年4月9日、フジテレビ） - 柳隆五郎 役
- ドラマ24 トラブルマン （2010年4月9日、テレビ東京）
- 新参者（2010年4月18日、TBS） - 刑事 役
- 臨場 続章（2010年5月12日、テレビ朝日） - 佐藤刑事 役
- まっつぐ〜鎌倉河岸捕物控〜 第7話「亮吉 失踪」（2010年6月19日、NHK総合） - 善兵衛 役
- 新・警視庁捜査一課9係 season2 第3話「殺人ベストセラー」（2010年7月14日、テレビ朝日）
- 日本人の知らない日本語 第1話 （2010年7月15日、読売テレビ） - ラーメン屋店長 役
- 弁護士・森江春策の事件2 殺人同窓会（2010年8月21日、テレビ朝日） - 永井 役
- 大阪ラブ&ソウル この国で生きること（2010年11月6日、NHK総合）
- 最上の命医 第4話（2011年1月31日、テレビ東京） - 松中医師 役
- 美咲ナンバーワン!! 第4話（2011年2月2日、日本テレビ） - 桜井光彦 役
- 「検事・霞夕子1 森を歩く死体」（2011年2月4日、フジテレビ） - 高橋健一刑事 役
- スクール!! 第5話（2011年2月13日、フジテレビ） - 杉山 役
- 科捜研の女（テレビ朝日）
  - 2時間スペシャル「狙われた大型客船！」（2011年3月17日） - 水田真二 役
  - Season15 第8話「スペシャリストたち」（2016年1月14日） - 国本茂彦 役
- 四つ葉神社ウラ稼業 失恋保険〜告らせ屋〜 第9話（2011年6月2日、読売テレビ） - 松本 役
- ブルドクター（2011年7月 - 9月、日本テレビ） - 神岡善彦 役
- テンペスト（2011年7月、NHK BSプレミアム） - 赤嶺（御物奉行） 役
- 蜜の味〜A Taste Of Honey〜（2011年10月-12月、フジテレビ） - 森本洋介 役
- 13歳のハローワーク 第2話（2012年1月20日、テレビ朝日）
- 理想の息子 第5話（2012年2月11日、日本テレビ） - 豹塚正臣 役
- 終着駅の牛尾刑事vs事件記者冴子11（2012年2月25日、テレビ朝日） - 高木守 役
- デカ 黒川鈴木 第11話（2012年3月15日、読売テレビ） - 神谷卓 役
- ATARU CASE4（2012年5月6日、TBS） - 三和篤裕 役
- 十津川刑事の肖像6（2012年9月7日、フジテレビ） - 中山勝敏 役
- 悪夢ちゃん（2012年10月 - 12月、日本テレビ） - 中込真也 役
- 匿名探偵 第3話（2012年10月26日、テレビ朝日） - 保坂康則 役
- 勇者ヨシヒコと悪霊の鍵 第4話（2012年11月2日、テレビ東京） - トロダーンの村の現村長 役
- いつか陽のあたる場所で（2013年1月 - 3月、NHK総合） - 沢田功一 役
- ストロベリーナイト アフター・ザ・インビジブルレイン「左だけ見た場合」（2013年1月26日、フジテレビ） - 佐藤武男 役
- 法医学教室の事件ファイル36（2013年3月30日、テレビ朝日） - 黒川信三 役
- ムッシュ!（2013年4月 - 6月、TBS） - 金園俊男 役
- 酔いどれ小籐次（2013年6月 - 9月、NHK BSプレミアム） - 勝五郎 役
- DOCTORS2〜最強の名医〜 第3話（2013年7月25日、テレビ朝日） - 磯部芳明 役
- 黒猫、ときどき花屋（2013年10月 - 11月、NHK BSプレミアム） - 黒田一太郎 役
- ダンダリン 労働基準監督官 第4話（2013年10月23日、日本テレビ） - 山形幸男 役
- チーム・バチスタ4 螺鈿迷宮 第2話（2014年1月14日、関西テレビ） - 木島祐一 役
- 松本清張 黒い福音〜国際線スチュワーデス殺人事件〜（2014年1月19日、テレビ朝日）
- 人質の朗読会（2014年3月8日、WOWOW） - 平田良平 役
- 花咲舞が黙ってない 第3話（2014年4月30日、日本テレビ） - 金田孝弘 役
- 極悪がんぼ 第10話（2014年6月16日、フジテレビ） - 金市厚夫 役
- おわこんTV（2014年7月 - 8月、NHK BSプレミアム） - 米田ツヨシ 役
- 監察医 篠宮葉月 死体は語る15（2014年8月27日、テレビ東京） - 竹中恭介 役
- 塔馬教授の天才推理2（2014年9月19日、フジテレビ） - 千崎完三 役
- 月曜ゴールデン特別企画 全盲の僕が弁護士になった理由〜実話に基づく感動サスペンス!〜（2014年12月1日、TBS） - 山西康行 役
- 神谷玄次郎捕物控2 第5話（2015年5月1日、NHK BSプレミアム） - 庄七 役
- 伝説の監察医 オニグマの事件簿2（2015年6月1日、TBS） - 峰村聡之 役
- ちゃんぽん食べたか 第7話（2015年7月18日、NHK総合） - 菊田武夫 役
- リスクの神様 第8話（2015年9月2日、フジテレビ） - 小松史郎 役
- 温泉 (秘) 大作戦16（2015年10月24日、朝日放送） - 新田修司 役
- 山本周五郎人情時代劇 第5話「追いついた夢」（2015年12月8日、BSジャパン） - 主演・和助 役
- 特集ドラマ「ジャングル・フィーバー」（2016年1月11日、NHK BSプレミアム）
- 大岡越前3 第6話（2016年2月19日、NHK BSプレミアム） - 弁蔵 役
- 臨床犯罪学者 火村英生の推理 第7話（2016年2月28日、日本テレビ） - 緒方警部 役
- 監察官・羽生宗一〜毒ハブと呼ばれる男!!4（2016年3月5日、テレビ朝日） - 磯貝哲也 役
- 天才バカボン〜家族の絆（2016年3月11日、日本テレビ） - 借金とりリーダー 役
- ミステリー作家・朝比奈耕作シリーズ「花咲村の惨劇」（2016年6月6日、TBS） - 中沢義信 役
- ウルトラマンオーブ 第8話（2016年8月27日、テレビ東京） - 戸松源三郎 役
- 運命に、似た恋（2016年9月 - 11月、NHK総合） - 小笠原医師 役
- 三匹のおっさん3〜正義の味方、みたび!!〜 第2話（2017年1月27日、テレビ東京） - 田辺晃平 役
- 特殊犯罪課・花島渉1（2017年3月16日、テレビ朝日） - 小笠原崇 役
- 孤食ロボット（2017年6月 - 8月、日本テレビ） - 小橋アキオ 役
- 月曜名作劇場 「鑑識捜査官 亀田乃武夫の臨場ファイル1」（2017年8月7日、TBS） - 吉澤孝二 役
- ウチの夫は仕事ができない（2017年7月 - 9月、日本テレビ） - 大貫社長 役
- 風雲児たち〜蘭学革命（れぼりゅうし）篇〜（2018年1月1日、NHK総合） - 工藤平助 役[3]
- 将軍刑事（2018年1月21日、テレビ朝日） - 白部照三 役
- 静おばあちゃんにおまかせ（2018年3月23日・30日、テレビ朝日） - 里谷刑事 役
- 直撃!シンソウ坂上 「三菱銀行人質事件」（2018年4月19日、フジテレビ） - 大阪府警捜査一課長 坂本房敏 役
- 僕らは奇跡でできている（2018年10月9日 - 12月11日、関西テレビ・フジテレビ系） - 都市文化大学事務長・熊野久志 役
- SUITS/スーツ 最終話（2018年12月17日、フジテレビ） - 高松公一郎 役
- THE GOOD WIFE / グッドワイフ 第5話（2019年2月10日、TBS） - 三宅博之 役
- みかづき 第4回（2019年2月16日、NHK総合） - 小笠原 役
- 執事 西園寺の名推理2 第1話「殺人イリュージョンの謎」（2019年4月19日、テレビ東京） - 吉崎憲久 役
- インハンド 第8話「呪いの血のポスターと鬼伝説…博士のライバル登場!!」（2019年5月31日、TBS） - 国枝真治 役
- 警視庁・捜査一課長 スペシャル4（2019年7月7日、テレビ朝日） - 貝塚保造 役
- 螢草 菜々の剣（NHK BSプレミアム） - 秀平 役
  - 第1回「武家の娘」（2019年7月26日）
  - 第3回「忍び寄る影」（2019年8月9日）
  - 第4回「別れ」（2019年8月16日）
- 警視庁ゼロ係〜生活安全課なんでも相談室〜 SEASON4 第5話（2019年8月16日、テレビ東京） - 葛城建三 役
- べしゃり暮らし 第4話「姉と元芸人が禁断愛 愛か!? 夢か!? 現実か!? 迫られる人生の選択…」（2019年8月17日、テレビ朝日） - 御園生薫 役
- 盤上の向日葵（2019年9月8日 - 29日、NHK BSプレミアム） - 横森誠治 役
- 悪の波動 殺人分析班スピンオフ（2019年10月6日 - 11月3日、WOWOW） - 田端義郎 役
- ドクターX〜外科医・大門未知子〜 第6シリーズ 第5話「看護師のドン!! 深夜密室のオペ 女の秘密は守るので」（2019年11月14日、テレビ朝日） - 三原吾郎 役
- シロでもクロでもない世界で、パンダは笑う。 第2話「カネとコネまみれの大学入試」（2020年1月19日、読売テレビ） - 岸本大樹 役
- 駐在刑事 Season2 第1話（2020年1月24日、テレビ東京） - 鈴木五郎 役
- アライブ がん専門医のカルテ 第6話「がんの標準治療と民間療法」（2020年2月13日、フジテレビ） - 美川史郎 役
- ハケンの品格（第2シーズン） 第5話（2020年7月15日、日本テレビ） - 北乃菓子工房・北乃友造 役
- 刑事7人 SEASON6 第1話・第2話（2020年8月5日・8月12日、テレビ朝日） - 原田國宏 役
- 一億円のさようなら 第1話・第4話（2020年9月27日・10月18日、BSプレミアム・BS4K） - 坂本治夫 役
- 死との約束（2021年3月6日、フジテレビ） - 川張大作 役
- 月曜プレミア8 （テレビ東京）
  - 女王の法医学〜屍活師〜 - 遠藤捜査一課長 役
    - 第1弾（2021年5月31日）
    - 第2弾（2022年3月21日）

  - 警視庁追跡捜査係-交錯-（2023年8月7日） - 井上繁明 役
- イチケイのカラス（2021年） - 元木次郎 役
- 悪女（わる）働くのがカッコ悪いなんて誰が言った? 第2話（2022年4月20日、日本テレビ） - 畑中健介 役
- 元彼の遺言状 最終話（2022年6月20日、フジテレビ） - 車崎透 役
- 正義の天秤 Season2 第3話（2023年5月20日、NHK総合） - 前田克則 役
- ACMA:GAME 第1話（2024年4月7日、日本テレビ） - 明智社長 役[4]
- ダブルチート 偽りの警官 Season1 第1話（2024年4月26日、テレビ東京・WOWOW） - 背広男 役
- モンスター 第5話・第6話（2024年11月11日・18日、関西テレビ・フジテレビ系） - 岡本輝久 役[5]

### 映画
- 二十世紀少年読本（1989年、林海象監督）
- 我が人生最悪の時（1994年、林海象監督） - 北村 役
- 遙かな時代の階段を（1995年、林海象監督） - 北村 役
- 罠（1996年、林海象監督） - マイクの友人 役
- 新 居酒屋ゆうれい（1996年、渡邊孝好監督） - 吉田刑事 役
- マルタイの女（1997年、伊丹十三監督） - 救急隊員 役
- GTO（1999年、鈴木雅之監督） - 西山 役
- ホワイトアウト（2000年、若松節朗監督） - 村瀬勇治 役
- CROSS（2001年、大森美香監督）
- ココニイルコト（2001年、長澤雅彦監督） - 藤井明久 役
- ムルデカ17805（2001年、藤由紀夫監督） - 栗山上等兵 役
- 劇場版 仮面ライダーアギト PROJECT G4（2001年、田﨑竜太監督） - レストラン店長 役
- レディ・ジョーカー（2004年、平山秀幸監督）
- NIN×NIN 忍者ハットリくん THE MOVIE（2004年、鈴木雅之監督） - 吉田（ガードマン）役
- ゴーストシャウト（2004年、塚本連平監督） - 横島事務局長 役
- 黒帯 KURO-OBI（2006年、長崎俊一監督） - 土岡元 役
- THE 有頂天ホテル（2006年、三谷幸喜監督）
- ザ・マジックアワー（2008年、三谷幸喜監督）
- 沈まぬ太陽（2009年、若松節朗監督） - 新聞記者 役
- ステキな金縛り（2011年10月、東宝、三谷幸喜監督）
- 清須会議（2013年11月、東宝、三谷幸喜監督） - 滝川一益 役
- 悪夢ちゃん The 夢ovie（2014年5月3日、佐久間紀佳監督） - 中込真也 役
- アゲイン 28年目の甲子園（2015年1月17日、東映）
- ギャラクシー街道（2015年10月24日公開） - トチヤマ隊長 役[6]
- 太陽の蓋（2016年） - 小宮信介 役
- 記憶にございません!（2019年） - 定食屋の店長 役
- Fukushima 50（2020年） - 経済産業大臣 役
- ゴジラ-1.0（2023年11月3日)
- スオミの話をしよう（2024年9月13日） - 記者 役
- 傲慢と善良（2024年9月27日） - 坂庭正治 役[7]
- 美晴に傘を（2025年1月24日）[8]

### 舞台
- 渡辺音楽学院アトリエ公演（1981年）
- 大衆演劇 笑々座（1984年 - 1985年）
- タンゴ冬の終わりに / オイディプス王 / 貧民倶楽部（1986年 - 1988年、蜷川幸雄 演出）
- 天国から北へ3キロ（1991年、加藤昌史プロデュース）
- モダンボーイズ / 怪談、にせ皿屋敷（1994年、R.U.Pプロデュース）
- 蝿取り紙（1994年、自転車キンクリート）
- 贋作、罪と罰（1995年、NODA MAP）
- 銀河の約束（1998年、ミュージカル）
- 東京原子核クラブ（1999年）
- 追いつ!追われつ!!（2001年）
- 彦馬がゆく（2002年）
- 謎の下宿人（2003年）
- 太鼓たたいて笛ふいて（2004年）
- ダモイ〜収容所から来た遺書（2005年）
- 恐れを知らぬ川上音二郎一座 The Fearless Otojiro's Company（2007年）
- 朗読劇「また、桜の国で」（2025年）[9]

#### 東京サンシャインボーイズ
- 天国から北へ3キロ（1989年）
- 彦馬がゆく（1990年・1993年）
- 12人の優しい日本人（1990年・1991年・1992年）
- ブロードウェイの生活（1990年）
- ショーマストゴーオン（1991年・1994年）
- 99連隊（1991年）
- なにもそこまで（1992年）
- もはやこれまで（1992年）
- ラヂオの時間（1993年）
- 罠（1994年）
- returns（2009年）
- 蒙古が襲来（2025年）[10]

### OVA
- 銀河英雄伝説（1994年） - クロード・モンテイユ 役

### オリジナルビデオ
- 帰ってきた天装戦隊ゴセイジャー last epic（2011年6月21日、東映ビデオ） - サカイ 役

### バラエティ
- WALKING EYES アルクメデス「NHKサスペンス劇場」（2010年7月 - 9月、NHK総合） - 刑事 役
- 祝女シーズン2（2010年12月・2011年2月、NHK総合） - サラリーマン 役

### ラジオドラマ
- 青春アドベンチャー　垂直の記憶（2006年2月20日 - 24日、NHK-FM） - 山野井泰史 役[11]
- FMシアター（NHK-FM）
  - 夕凪の街　桜の国（2006年8月6日） - 打越豊 役[12]
  - 潜水艦家族（2009年11月7日） - 艦長 役[13]
  - ＰＴＡ広報委員長の渡辺です（2011年4月2日） - 渡辺千秋の夫 役[14]
  - 100億分の1のオトン（2018年4月14日） - 鈴木実(オトン) 役[15]

### 配信ドラマ
- 戦国サウナ（2023年11月13日 - 、YouTube） - 権蔵 役[16]

### CM
- サントリー「セサミン」（2014年）※インフォマーシャル
- グラクソ・スミスクライン 帯状疱疹疾患啓発動画「まさか自分が」篇（2024年） - 池田良と共演

## 脚註
1. ↑  本来の表記は「あなみ」である（阿南氏を参照）。[出典無効]
2. 1 2  『テレビ・タレント人名事典（第6版）』日外アソシエーツ、2004年6月、44頁。ISBN 978-4-8169-1852-0。
3. ↑  “三谷氏新作「風雲児たち」来年元日放送!栗原英雄&阿南健治&高木渉も出演”.   Sponichi Annex (2017年10月6日). 2017年10月6日閲覧。
4. ↑  ケイファクトリー|阿南健治「アクマゲーム」出演決定!!
5. ↑  ケイファクトリー｜インフォメーション｜阿南健治「モンスター」出演決定!!
6. ↑  “遠藤憲一が両性具有の宇宙人！三谷最新SFコメディーで出産シーンも”.   シネマトゥデイ (2015年4月20日). 2015年4月20日閲覧。
7. ↑  “倉悠貴・桜庭ななみら「傲慢と善良」出演、藤ヶ谷太輔×奈緒の共演シーン捉えた予告も”. 映画ナタリー.   ナターシャ (2024年6月28日). 2024年6月28日閲覧。
8. ↑  “升毅主演の映画「美晴に傘を」公開決定、共演に田中美里・日高麻鈴”. 映画ナタリー.   ナターシャ (2024年10月30日). 2024年10月30日閲覧。
9. ↑  “主演はISSEI、須賀しのぶの小説「また、桜の国で」が朗読劇に　宮武颯・木村聖哉らが共演”. ステージナタリー.   ナターシャ (2025年7月11日). 2025年7月11日閲覧。
10. ↑  “東京サンシャインボーイズ「蒙古が襲来」で復活！三谷幸喜「日本の演劇史に残る作品に」”. ステージナタリー.   ナターシャ (2024年7月11日). 2024年7月12日閲覧。
11. ↑  “NHK 青春アドベンチャー 2006年 放送済みの作品 /『垂直の記憶』（2006年2月20日 - 24日 放送)”.   NHK  日本放送協会. 2022年10月10日閲覧。
12. ↑  “放送ライブラリー / 「ＦＭシアター　夕凪の街 桜の国」(2006年8月5日・NHK-FM)”.   BPCJ　公益財団法人 放送番組センター. 2022年10月11日閲覧。
“NHK FMシアター 2006年 放送済みの作品 /『夕凪の街 桜の国』(2006年8月5日 初回放送)”.   NHK 日本放送協会. 2022年9月14日閲覧。
13. ↑  “NHK FMシアター 2009年 放送済みの作品 /『潜水艦家族』（2009年11月7日 放送)”.   日本放送協会. 2022年8月25日閲覧。
14. ↑  “[https://www.nhk.or.jp/audio/old/prog_fm_former2011.html NHK FMシアター 2011年 放送済みの作品 /
『PTA広報委員長の渡辺です』(2011年4月2日 放送)]”.   NHK 日本放送協会. 2022年9月24日閲覧。
15. ↑  “NHK オーディオドラマ過去作品アーカイブ / FMシアター「100億分の1のオトン」(2018年4月14日 放送)”.   NHK 日本放送協会. 2022年10月10日閲覧。
16. ↑  “戦国時代の争乱はサウナから始まった？藤森慎吾が織田信長演じるショートドラマ配信”. 映画ナタリー.   ナターシャ (2023年11月13日). 2023年11月13日閲覧。